# マックス・デーン
マックス・ヴィルヘルム・デーン（Max Wilhelm Dehn, 1878年11月13日 - 1952年6月27日）はドイツの数学者。ダフィット・ヒルベルトの弟子であり、晩年はアメリカ合衆国に移った。
幾何学、トポロジー及び幾何学的群論における業績で有名。弟子にO-H. ケラー、R. ムーファンク、ヴィルヘルム・マグヌス、ドロテア・ロックバーン等がいる。

## 生涯
ハンブルク生まれ。
1899年にゲッティンゲン大学でヒルベルトと共に幾何学の基礎を研究し、多角形に対するジョルダン曲線定理を証明した。
1900年に公理的幾何学におけるルジャンドルの角度定理（Legendre angle sum theorem）の役割に関する学位論文を書く。
1900年から1911年までミュンスター大学につとめ、その間に提出した博士論文において、後にデーン不変量と呼ばれる不変量を導入し、ヒルベルトの第3問題を解決した。
後にトポロジーと組合せ群論に研究の方向を転じ、1907年にポウル・ヘーガードと共同で組み合わせ位相幾何学（当時「位置解析（Analysis Situs）」と呼ばれていた）の基礎付けに関する最初の書物を執筆した。
又この年にはホモロジー球面の新しい構成法も与えている。
その翌年にはポアンカレ予想を証明したと発表したが、ハインリヒ・ティーツェにより誤りが見つけられた。
1910年に三次元トポロジーに関する論文においてデーン手術を導入し、それを用いて幾つものホモロジー球面を構成した。
又有名なデーンの補題を述べたが、1929年にヘルムート・クネーザーにより証明中に誤りの有ることが発見された。この補題は後にクリストス・パパキリアコプロス及び本間龍雄によりそれぞれ独自に証明された。
群の語の問題は、デーンの問題とも呼ばれるが、彼が1911年に提議したものである。
1912年に所謂デーンのアルゴリズムを創り、群論における語及び共役類の問題に応用した。
幾何学的群論におけるデーン関数は有限表示された群の関係子のareaを関係子の長さによって評価するものであるが、これも彼に因む。
1914年に右手系と左手系の三葉結び目が異なることを証明した。
1920年代初期にデーン＝ニールセンの定理として知られるようになったある結果を紹介した。証明はヤコブ・ニールセンにより1927年に公にされた。
1922年にフランクフルト大学のルートヴィヒ・ビーベルバッハの跡を継ぎ、1935年に退職させられるまで同職に在った。1939年の一月までドイツにいたが、その後デンマークのコペンハーゲンに亡命し、ノルウェーのトロンハイムにノルウェー工科自然科学大学(NTNU)において職を得た。
1940年にシベリア及び日本を経由してアメリカに逃れた。（大西洋横断を非常に危険と看做されていた為。）
アメリカにおいては、ソーンダース・マックレーンの手引きによりIdaho Southern University (現アイダホ州立大学)に職を得、1942年にイリノイ工科大学、1943年にメリーランド州アナポリスのセント・ジョンズ・カレッジ、最終的に1945年にブラック・マウンテン・カレッジに落ち着いた。（彼はここで唯一の数学者であった。）
デーン夫妻はよくバックミンスター・フラー夫妻と共に長い朝食を取るのが常であった。
1952年、ノースカロライナ州ブラックマウンテンに於いて死去。